# Georg Spohr
Georg Spohr (Maagdenburg, 24 januari 1951) is een voormalig Oost-Duits stuurman bij het roeien. Spohr maakte zijn debuut tijdens de  Olympische Zomerspelen 1976 als stuurman van de twee-met-stuurman met als bemanning Harald Jährling & Friedrich-Wilhelm Ulrich samen wonnen ze de gouden medaille. Een jaar later veroverde Spohr met dezelfde bemanning de zilveren medaille tijdens de Wereldkampioenschappen roeien 1977. Twee jaar stuurde Spohr de twee zonder met een andere bemanning naar de wereldtitel tijdens de Wereldkampioenschappen roeien 1979. Op de Olympische Zomerspelen 1980 veroverde Spohr met dezelfde bemanning als vier jaar eerder wederom de olympische titel in de twee-met-stuurman.

## Resultaten
- Olympische Zomerspelen 1976 in Montreal  in de twee-met-stuurman
- Wereldkampioenschappen roeien 1977 in Amsterdam  in de twee-met-stuurman
- Wereldkampioenschappen roeien 1979 in Bled  in de twee-met-stuurman
- Olympische Zomerspelen 1980 in Moskou  in de twee-met-stuurman

1900: François Brandt & Roelof Klein ·
1920: Ercole Olgeni & Giovanni Scatturin & Guido de Filip ·
1924: Édouard Candeveau & Alfred Felber & Émile Lachapelle ·
1928: Hans Schöchlin & Karl Schöchlin & Hans Bourquin ·
1932: Joseph Schauers & Charles Kieffer & Edward Jennings ·
1936: Gerhard Gustmann & Herbert Adamski & Dieter Arend ·
1948: Finn Pedersen & Tage Henriksen & Carl Ebbe Andersen ·
1952: Raymond Salles & Gaston Mercier & Bernard Malivoire ·
1956: Arthur Ayrault & Conn Findlay & Armin Kurt Seiffert ·
1960: Bernhard Knubel & Heinz Renneberg & Klaus Zerta ·
1964: Edward Ferry & Conn Findlay & Henry Kent Mitchell ·
1968: Primo Baran & Renzo Sambo & Bruno Cipolla ·
1972: Wolfgang Gunkel & Jörg Lucke & Klaus-Dieter Neubert ·
1976: Harald Jährling & Friedrich-Wilhelm Ulrich & Georg Spohr ·
1980: Harald Jährling & Friedrich-Wilhelm Ulrich & Georg Spohr ·
1984: Carmine Abbagnale & Giuseppe Abbagnale & Giuseppe Di Capua ·
1988: Carmine Abbagnale & Giuseppe Abbagnale & Giuseppe Di Capua ·
1992: Jonathan Searle & Gregory Searle & Garry Herbert